# Nowy Reczyn
Nowy Reczyn – wieś w Polsce położona w województwie mazowieckim, w powiecie płockim, w gminie Bodzanów.
W skład sołectwa Reczyn i Nowy Reczyn wchodzi także wieś Reczyn.
W latach 1975–1998 miejscowość administracyjnie należała do województwa płockiego.